# Mała Zegarowa
Mała Zegarowa – jedna ze skał na wzniesieniu Zegarowych Skał w Dolinie Wodącej na Wyżynie Częstochowskiej. Wraz ze skałą Wieloryb (zwaną też Zegarową) znajduje się na szczycie tego wzniesienia.
Zbudowana z wapienia skała o wysokości około 6–30 m znajduje się w lesie i progiem skalnym połączona jest z Zegarową. Ponad progiem tym znajduje się Zegarowe Piętro. Obydwie skały są obiektem wspinaczki skalnej. Mała Zegarowa to dość skomplikowany masyw skalny o ścianach pionowych lub przewieszonych z filarami, zacięciami, rysami i kominem. Wspinacze poprowadzili na niej 35 dróg wspinaczkowych o trudności III–VI.5 w skali Kurtyki. Większość dróg posiada asekurację (ringi, ringi zjazdowe i stanowiska zjazdowe).
Do skał z Doliny Wodącej prowadzi zielony Szlak Jaskiniowców. 

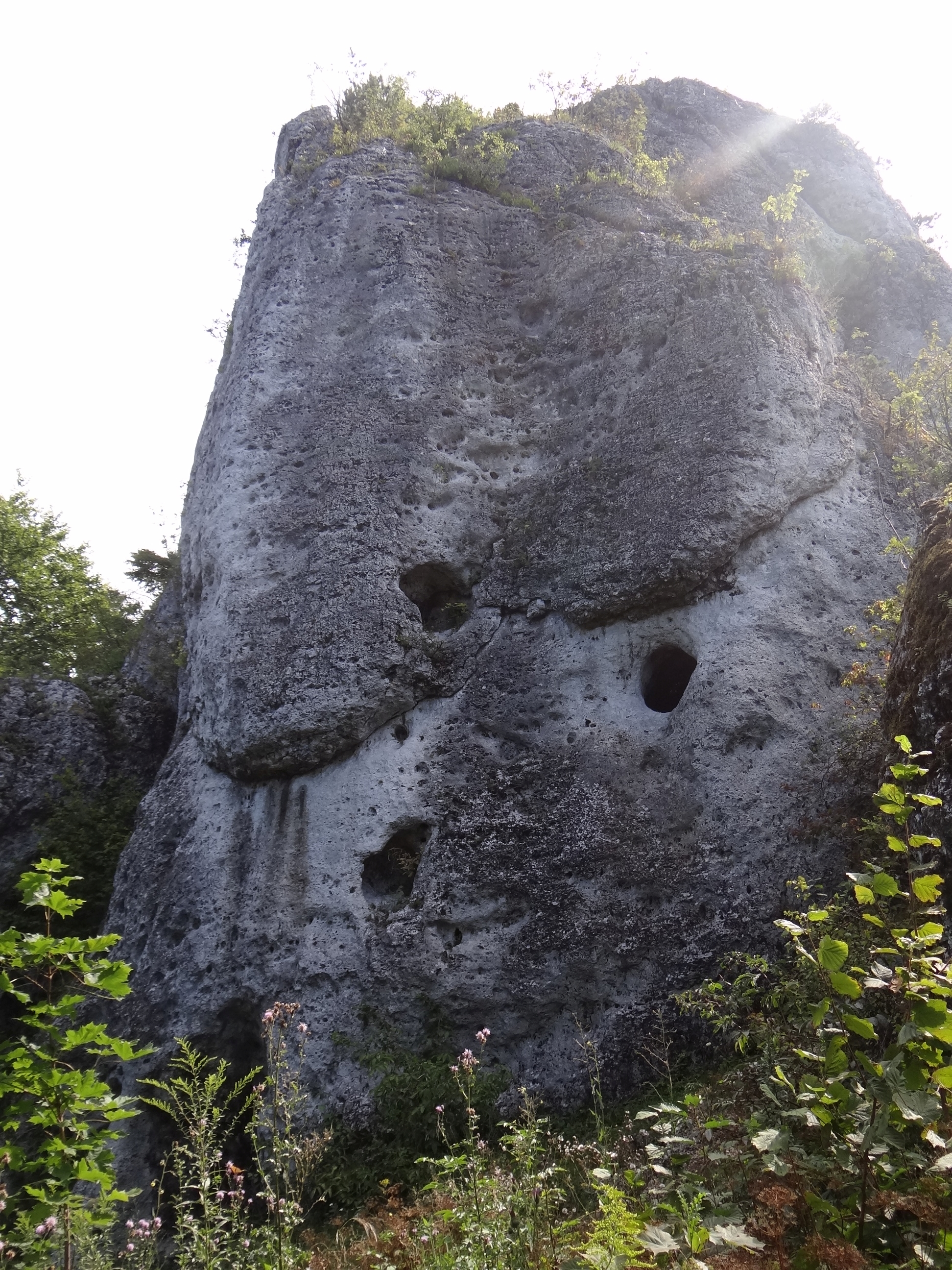
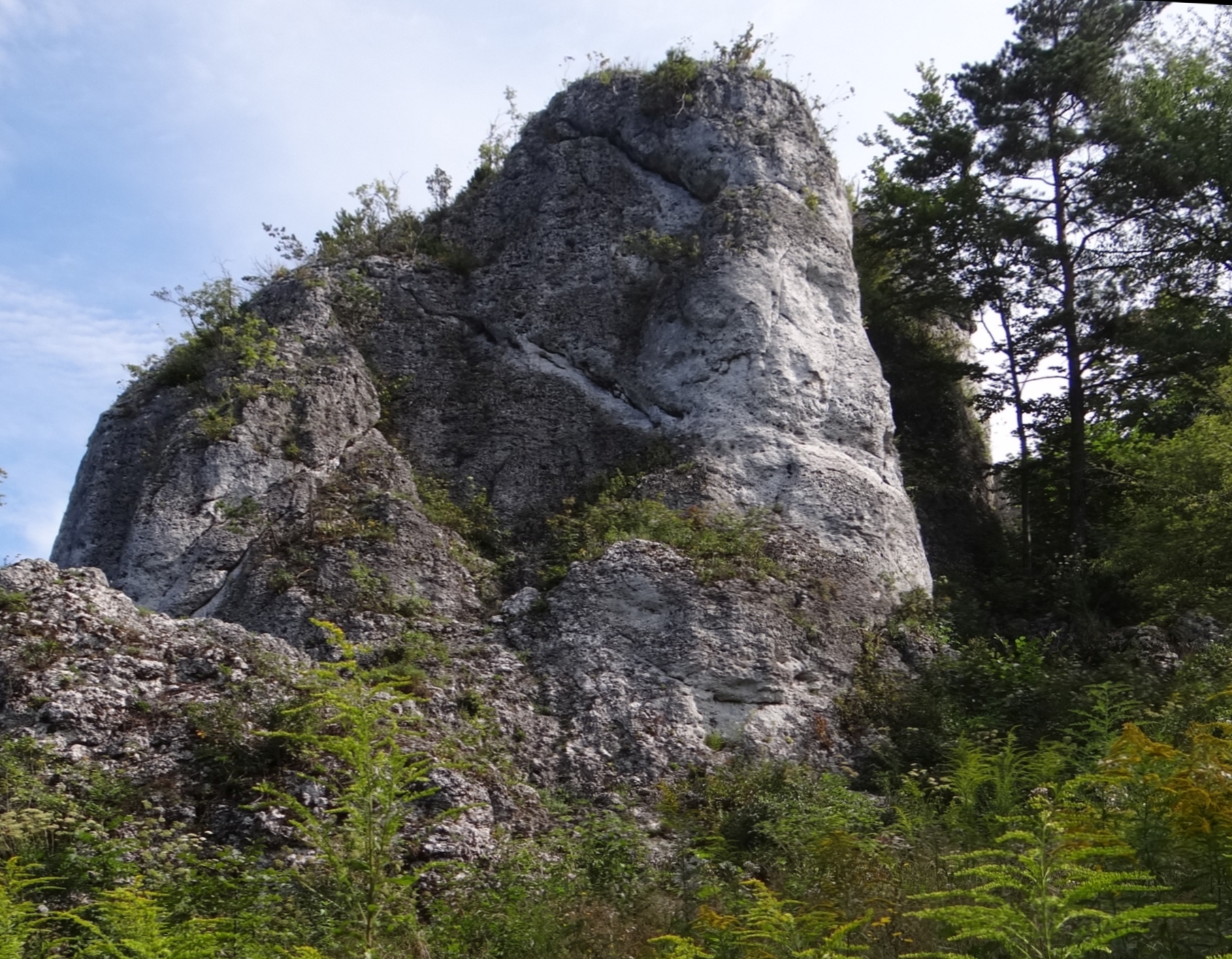
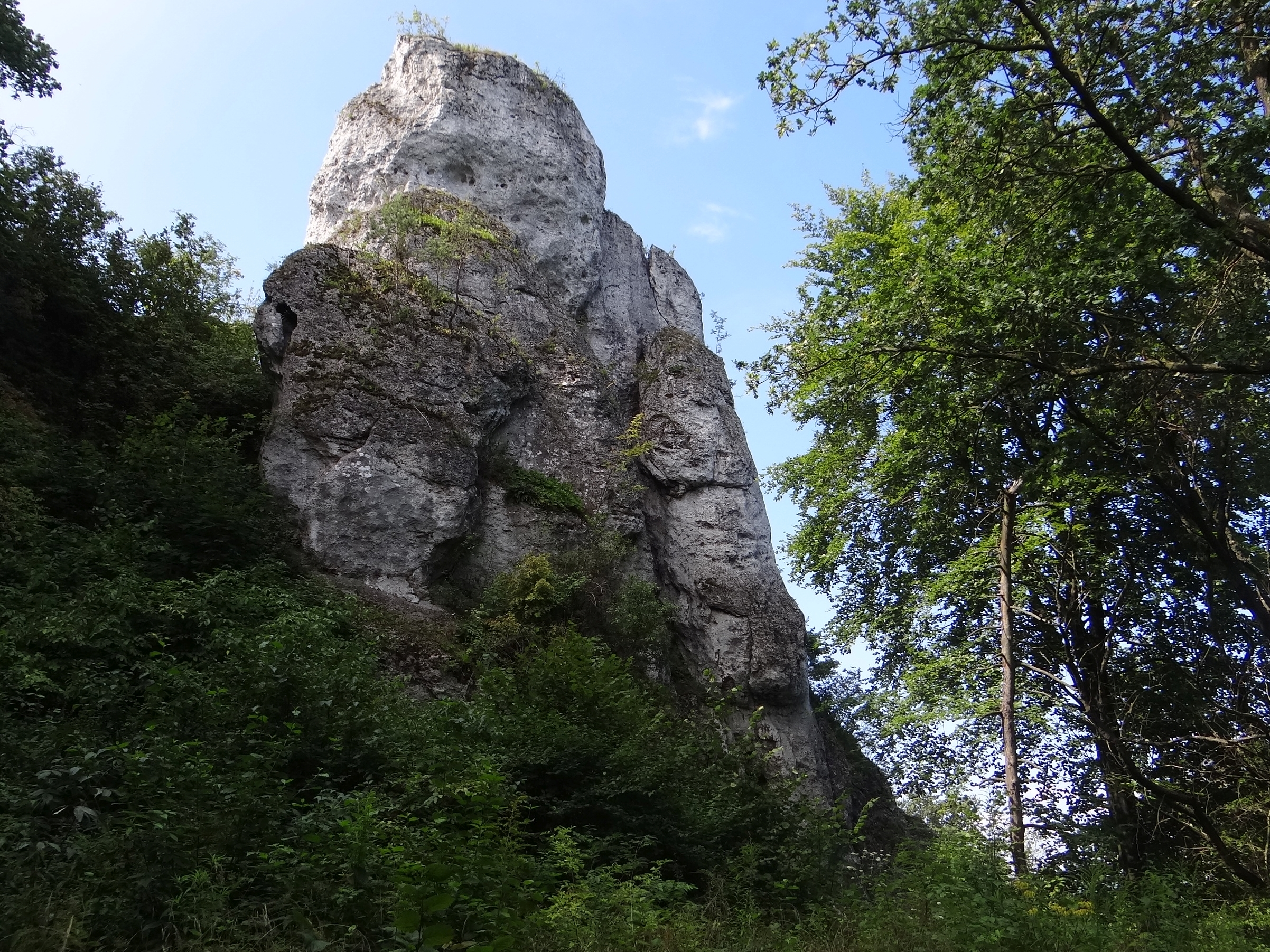
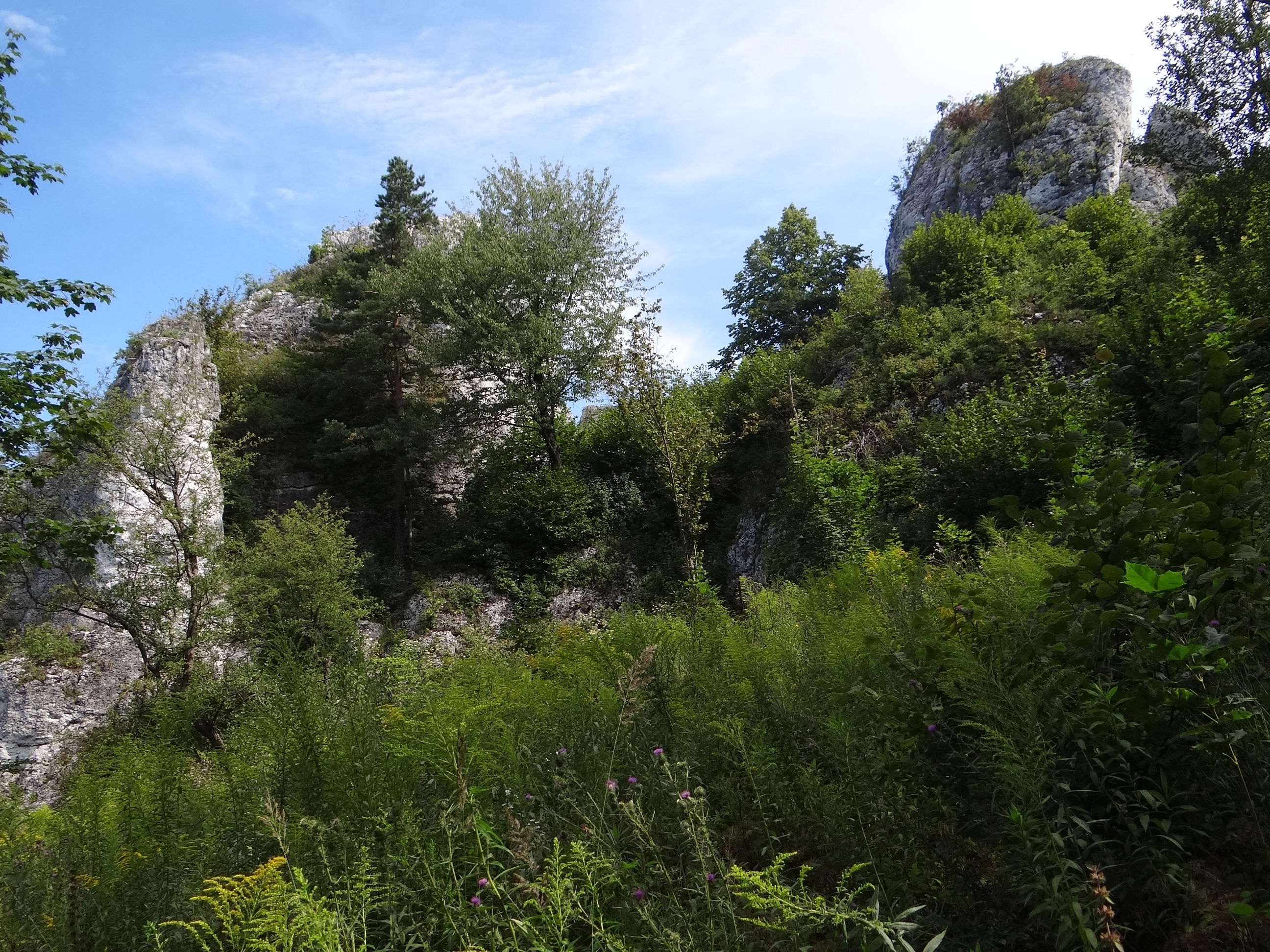